# Tiro Federal de Campana
El Tiro Federal de Campana funcionó en un predio de 70 por 400 metros hasta el golpe de Estado del 1976 bajo la administración de una comisión conformada por la Dirección General de Tiro de la Nación y el Ejército Argentino. A partir de entonces fue ocupado por las Fuerzas Armadas como centro clandestino de detención y torturas de personas perseguidas por su militancia política y social, en el marco del plan sistemático de terror y exterminio impuesto por la última dictadura cívico militar de Argentina. Funcionó principalmente como lugar de tránsito hacia otros centros de detención, por lo que la permanencia allí solía ser breve.
Está ubicado en la Ex Ruta Provincial N.º 12 y Avenida Mitre, de Campana.

## Historia
El 24 de marzo de 1976 la mayoría de las grandes fábricas de Argentina aparecieron militarizadas y los jefes de personal y gerentes entregaban listas de activistas a los militares para que los detuvieran. En muchas de estas fábricas se establecieron directamente centros clandestinos de detención como el Tiro Federal de Campana, lindante a la fábrica SIDERCA del grupo Techint. En la puerta de Siderca, se instaló personal del Ejército con un listado de obreros “indeseables” proporcionados por la empresa. Los detenidos fueron alojados en el Tiro Federal de Campana, contiguo a la fábrica. Se contrataron nuevos trabajadores a partir del golpe militar que en realidad de personal de inteligencia para detectar enemigos políticos.
Durante las audiencias del Juicio por la Verdad que se llevaron adelante en La Plata en los años 2000 y 2001, se dio información coincidente sobre este lugar. Alberto Calvo declaró que fue secuestrado 1976 en Zárate y que, después de permanecer en el buque "Murature" y en el centro "El Tolueno", fue llevado al Tiro Federal de Campana, donde hacían simulacros de fusilamiento. Mencionó que con él estuvieron Eduardo París y Marcelino López. José María Iglesias fue secuestrado en 1976 en el partido de Zárate por la Prefectura Marítima,  llevado más tarde al Arsenal de Artillería de Marina, desde donde lo trasladaron al Tiro Federal, coincidiendo entre otros presos con la doctora Marta Escobar, quien continúa desaparecida.
En 2004 se confirmó que allí funcionó durante la dictadura un centro clandestino de detención. Los terrenos, que están ubicados junto a las instalaciones de Siderca, habían sido loteados y pasado a manos privadas. Al remover la tierra para construir canchas deportivas aparecieron huesos, por lo que se allanó el predio y se desagotó un bañado que existe en el lugar, donde se sospechaba que se enterraron los cuerpos. El mismo año, siete ex detenidos sobrevivientes reconocieron judicialmente el lugar por los pisos que pudieron ver a través de las vendas que cubrían sus ojos y por los ruidos de una fábrica cercana. Además pudieron reconocer un cuarto dentro del galpón central del predio donde se practicaban las torturas mediante picanas y otros métodos brutales.

### La represión en la zona Campana-Zárate
En la región Campana-Zárate hay antecedentes de centros clandestinos de detención. Hasta 1979 funcionaron lugares de reclusión ilegales en Prefectura, en el buque "Murature", en la Fábrica Militar "El Tolueno" de Campana y en el Arsenal de Zárate. Desde mayo de 1976 era un área a cargo de la Zona IV, dependiente del Comando de Institutos Militares (Campo de Mayo), cuyo comandante fue el represor Santiago Omar Riveros. Comprendía los distritos de Campana, Zárate, Pilar, Tigre, General Sarmiento, San Fernando, San Isidro, Vicente López, San Martín y Tres de Febrero. En esa zona se registraron 160 desapariciones forzadas en el período 1975-1983, sesenta de las cuales eran de Campana.
En 2009 ocho militares, marinos y prefectos den el circuito represivo de Zárate-Campana fueron procesados por secuestros y torturas. Entre los procesados estaba Diego Ernesto Urricariet, director entonces de Fabricaciones Militares, que coordinaba la represión de la Zona IV y de la cual dependía la Fábrica de Tolueno, así como su director Carlos Antonio Castagna. También Sergio Buitrago que fue jefe del Arsenal Naval de Zárate, donde funcionó un CCD, fue procesado por secuestros y tormentos pero no por las violaciones a mujeres en cautiverio, pues se consideró que "ningún marino pudo haber impartido semejante orden". El prefecto Servando Ortega, jefe de Prefectura en Zárate, era responsable del puerto, donde funcionó otro CCD. Los ex número dos del Arsenal y de la Fábrica de Tolueno fueron procesados como partícipes secundarios. Emilio Massera murió sin haber rendido cuentas en las causas por los centros clandestinos que funcionaron en el Arsenal Naval de Zárate y en el barco patrullero ARA Murature. La instrucción realizada en el circuito Zárate-Campana abarca una porción ínfima de los secuestros, tormentos y asesinatos cometidos en zona norte.

## Señalización
En 2012 fue señalizado como sitio de la memoria y con un monumento que pide Memoria, Verdad y Justicia se marcó el lugar donde funcionó este CCD. El acto se realizó en el marco de la "Red Federal de Sitios de Memoria"  de la Secretaría de Derechos Humanos de Nación para visibilizar la función que cumplieron durante el terrorismo  estatal y expresar el compromiso actual del Estado, en el marco de juicios a los responsables, para evitar que vuelvan a repetirse. Asimismo, son un reconocimiento a las víctimas y a sus familiares. Paola Garello, activista de derechos humanos e hija de Luis Garello, detenido-desaparecido cuyos restos fueron hallados en esa fecha por el equipo de Antropología Forense dijo que: "A 36 años de lo sucedido, seguimos honrando la memoria de quienes han pasado por aquí".